# Slavhorod
Slavhorod (en ukrainien : Славгород) ou Slavgorod (en russe : Славгород) est une commune urbaine de l'oblast de Dnipropetrovsk, en Ukraine. Sa population s'élevait à 2 295 habitants en 2013.

## Géographie
Slavhorod est située à 35 km au nord-est de Zaporijjia et à 53 km au sud-ouest de Dnipro.

## Histoire
Dans le début des années 1870, la voie ferrée Koursk - Kharkiv - Sébastopol traverse le territoire de l'ouiezd de Slavhorod. En 1873, la gare ferroviaire « Slavgorod » fut construite à l'intersection de cette voie ferrée avec la vieille route commerciale, à 3 km du village. La situation des paysans pauvres se détériora après la réforme agraire de Stolypine, au début du XXe siècle et beaucoup d'entre eux émigrèrent vers la Sibérie, notamment vers la région de l'Altaï. Slavhorod accéda au statut de commune urbaine en 1938. 

## Population
Recensements (*) ou estimations de la population :
| 1959* | 1970* | 1979* | 1989* | 2001* |
| ----- | ----- | ----- | ----- | ----- |
| 4 875 | 3 019 | 3 103 | 2 770 | 2 545 |

| 2009  | 2010  | 2011  | 2012  | 2013  |
| ----- | ----- | ----- | ----- | ----- |
| 2 326 | 2 291 | 2 323 | 2 318 | 2 295 |

## Transports
Par la route, Slavhorod se trouve à 29 km au sud du centre administratif du raïon Synelnykove.